# Alma Mater (escultura de Illinois)
Alma Mater é uma escultura de bronze esculpida por Lorado Taft, que alcançou status de símbolo na Universidade de Illinois em Urbana-Champaign. Com um peso de aproximadamente 10 mil libras, esta estatueta retrata a figura da alma mater, a mãe que nutre os estudos, elegantemente trajada com vestes acadêmicas, ladeada por duas figuras auxiliares simbolizando os conceitos de "Aprendizado" e "Trabalho", em consonância com o lema fundamental da instituição. Estrategicamente posicionada no cruzamento das ruas Green e Wright, no centro do campus, a escultura tornou-se um ícone representativo da universidade, ao mesmo tempo em que serve como um cenário altamente procurado para as tradicionais fotografias de formatura dos estudantes.

## Descrição
Alma Mater é uma escultura de bronze que representa uma figura feminina elegantemente vestida com trajes acadêmicos, localizada diante de um trono estilizado, conhecido como klismos, com os braços estendidos em um gesto caloroso de boas-vindas. À direita da figura central, encontra-se a representação auxiliar de "Trabalho", um homem vestindo um avental de ferreiro e com um feixe de papéis aos seus pés. Do lado esquerdo, a figura de "Aprendizado", uma mulher adornada com uma túnica clássica, destacando-se um baixo-relevo de sol. Em um simbolismo, as figuras de Aprendizado e Trabalho estendem suas mãos em um aperto de mãos sobre o trono, refletindo a integração harmoniosa desses elementos na jornada educacional e profissional representada pela escultura.
Com uma estatura de aproximadamente 13 pés de altura, a escultura repousa sobre uma base de granito que ostenta três inscrições. Na parte frontal, uma mensagem acolhe os observadores: "ALMA MATER. A teus filhos felizes do futuro, os do passado enviam saudações". No lado esquerdo, direcionado para a Rua Green, uma dedicatória revela a origem da obra: "Dada à Universidade pelo escultor, pelo fundo de ex-alunos e pelas turmas de formandos de 1923, 1924, 1925, 1926, 1927, 1928, 1929." No lado direito, voltado para a Altgeld, uma passagem bíblica acrescenta profundidade à mensagem esculpida: "Seus filhos se levantam e a chamam de Abençoada" (Provérbios 31:28). Como complemento, a escultura é emoldurada por um extenso canteiro de flores que se estende desde sua frente até o cruzamento das Ruas Green e Wright, dando origem à Praça Alma Mater.

## História
Lorado Taft, graduado pela Universidade de Illinois em 1879, compartilhou em correspondência que sua visão artística foi inspirada pelo tema "Trabalho e Aprendizado", adotado pela universidade em 1883, durante o período em que residia em Paris. No entanto, apenas em 1916, treze anos após a revelação da escultura de Daniel Chester French na Universidade Columbia, ele iniciou os esforços para angariar financiamento para seu próprio projeto. Tendo em mente a representação sóbria e assentada da obra de French, Taft ambicionou criar uma figura mais "generosa e cordial", especialmente adequada para personificar uma mãe do Meio-Oeste. Naquele ano, Taft iniciou uma correspondência minuciosa sobre sua obra, descrevendo-a em detalhes consideráveis, abordando aspectos como a posição, pose e vestimenta das figuras. O conceito delineado por ele englobava uma matriarca central com "pelo menos doze pés de altura", erguendo-se do trono e avançando um passo com os braços estendidos em "um gesto de saudação generosa a seus filhos". Sua visão incluía uma escultura que os estudantes poderiam escalar, e, de fato, a tradição de subir na estátua e sentar-se no trono tornou-se uma prática estabelecida no campus.
Explorando o tema do lema "Trabalho e Aprendizado", Taft concebeu a disposição de mais duas figuras na mesma escala, mas subordinadas à figura central. Inspirando-se na escultura Atena Lêmnia, ele modelou a figura do Aprendizado em um gesto heráldico, unindo as mãos com uma representação robusta do Trabalho apoiada no encosto da cadeira. Para alcançar a subordinação desejada, o escultor esculpiu essas figuras "com menos destaque", conferindo-lhes uma aparência "fora de foco". De acordo com o financista Roland R. Conklin, ex-aluno da turma de 1880, a data inicial de conclusão em outubro de 1918 foi postergada devido a outras comissões assumidas por Taft. Após garantir o patrocínio necessário, Taft e Conklin anunciaram o presente em 27 de novembro de 1916. O molde de gesso foi revelado durante a convocação anual da Associação de Ex-Alunos, ocorrida às 15:00 em 13 de junho de 1922.
A Alma Mater de Illinois foi fundida em 1929 pela American Art Bronze Foundry, sendo os materiais custeados por meio de doações do Alumni Fund e das turmas de 1923 a 1929. Além disso, o escultor, Taft, generosamente doou seu tempo para a realização do projeto. Ele, de forma enfática, afirmou que sua intenção não era buscar glória pessoal. Ele expressou o desejo de que sua assinatura aparecesse exclusivamente no bronze e em nenhum outro lugar, chegando a manifestar decididamente a possibilidade de dispensar a cerimônia de dedicação. Apesar disso, ele acabou participando da cerimônia de dedicação da estátua em 11 de junho de 1929. Nessa ocasião, a universidade reconheceu a notável contribuição de Taft, conferindo-lhe um título honorário de Doutor em Leis.
Por um período de 33 anos, a escultura ocupou uma localização temporária no campus sul, situada atrás do Foellinger Auditorium. No entanto, em 22 de agosto de 1962, a Associação de Ex-Alunos efetuou a transferência para o Altgeld Hall, decisão que gerou dissidência entre os estudantes. O Daily Illini expressou seu protesto contra a nova localização, classificando-a como de "gosto no mínimo aceitável" e argumentando que ela transformava a escultura em uma forma de "propaganda" comercializada para a universidade. Taft, cujo pai foi o primeiro professor de geologia da universidade, residiu por muitos anos em Champaign, na 601 E. John Street, localizada a menos de dois quarteirões do novo local no Altgeld.

## Símbolo e impacto

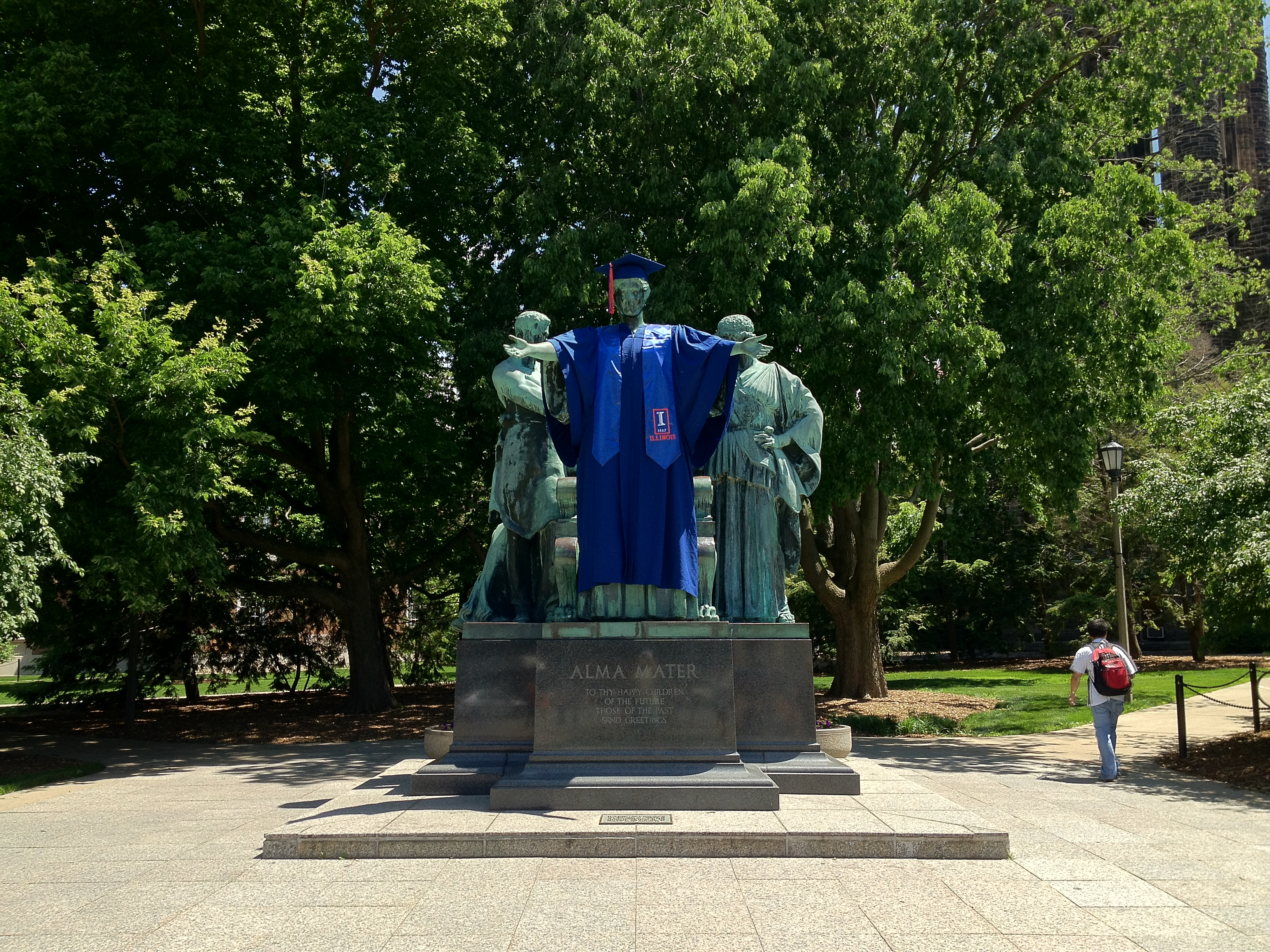
A estátua Alma Mater na Universidade de Illinois em Urbana-Champaign durante a semana de formatura de 2012.

Alma Mater há muito se estabeleceu como um símbolo emblemático da Universidade de Illinois. Sua imagem desempenha um papel central, inclusive utilizada como a foto de perfil da conta oficial da universidade no Twitter, figurando de maneira proeminente no site institucional. Além disso, a estatueta encontra-se em destaque no i-Card, o cartão de identificação oficial da universidade para o campus principal de Urbana-Champaign.
A estátua é ocasionalmente adornada para refletir eventos atuais e celebrar conquistas notáveis. Em 2005, durante as finais da NCAA, Alma Mater foi vestida com uma camisa do Illini, demonstrando apoio à equipe. No final de 2007, foi ornamentada com uma variedade de rosas vermelhas, laranjas e azuis, simbolizando a participação da equipe de futebol americano da universidade no Rose Bowl de 2008. Em 2010, foi enfeitada com uma beca e um capelo personalizados da UIUC pela Herff Jones, marcando as cerimônias de graduação da universidade.
Durante o período de ausência da estátua entre 2012 e 2013, tornou-se uma prática popular entre os estudantes vestirem fantasias que imitavam as vestes da Alma Mater e replicarem sua pose sobre a base de granito vazia.